# Mo Cowan
William Maurice Cowan, detto Mo (Yadkinville, 4 aprile 1969), è un politico e avvocato statunitense.